# Юрченко Олександр Олегович
Олекса́ндр Оле́гович Ю́рченко (1971—2014) — старший лейтенант Збройних сил України, учасник російсько-української війни.

## З життєпису
Народився 1971 року в селі Абрамівка Вишгородського району (за даними «Українського Меморіалу» — у Запоріжжі). Мешкав у селі Абрамівка Вишгородського району.
Призваний за мобілізацією 17 березня 2014-го, командир взводу механізованої роти, 72-га окрема механізована бригада. З весни 2014 року брав участь у боях на сході України.
Загинув 19 липня при обстрілі з БМ-21 «Град» колони батальйону біля Амвросіївки.
Похований на Кушугумському кладовищі (участок № 19) Запоріжжя — хоча родина вважає йому зниклим безвісті.
Вдома залишилися дружина та двоє дітей — дочка (1991 р.н.), син (1993 р.н.)

## Нагороди
29 вересня 2014 року — за особисту мужність і героїзм, виявлені у захисті державного суверенітету та територіальної цілісності України, вірність військовій присязі під час російсько-української війни, відзначений — нагороджений орденом Богдана Хмельницького III ступеня (посмертно).